# Bayerngas
Die Bayerngas GmbH mit Sitz in München ist ein Energiehandels-Unternehmen zur gemeinsamen Erdgas-Beschaffung für kommunale Stadtwerke. Im Jahre 2016 wurden 122,2 Mrd. kWh Erdgas beschafft.

## Geschichte
Bayerngas ist aus der im Jahre 1962 von den Stadtwerken München und Augsburg gegründeten Bayerischen Ferngasgesellschaft mbH entstanden. Hiernach traten zeitnah weitere kommunale Stadtwerke (Regensburg, Landshut, Ingolstadt etc.) der Bayerngas bei. Im Jahre 2003 stiegen Ruhrgas und E.ON aus dem Gesellschafterkreis der Bayerngas aus. Hintergrund waren Auflagen im Rahmen der Übernahme von Ruhrgas durch E.ON.
Die Stadtwerke München übernahmen 2013 die 7,6 % Anteile der REWAG und erhöhten damit ihren Gesellschaftsanteil von 48,7 % auf 56,3 %.

## Gesellschafter
- 56,3 % Stadtwerke München Services GmbH
- 20,8 % Stadtwerke Augsburg GmbH
- 10,0 % TIGAS-Erdgas Tirol GmbH
- 5,00 % SWU Stadtwerke Ulm/Neu-Ulm
- 3,71 % Stadtwerke Landshut GmbH
- 2,63 % Stadtwerke Ingolstadt Beteiligungen GmbH
- 1,55 % Ingolstädter Kommunalbetriebe AöR[6]

## Verbundene Unternehmen und Beteiligungen
- 59,1 % bayernets GmbH ist ein Gas-Fernleitungsnetzbetreiber (Energie Transport Systeme - ets)
- 19,9 % SWM Bayerische E&P Beteiligungsgesellschaft mbH für das Offshore-Explorations- und Produktionsgeschäft
- 50 % bayern Services GmbH (Planung, Bau und Betrieb von Erdgasanlagen)
- 100 % bayerngas energy GmbH
- 5,00 % Gasline GmbH[6]
- 100 % bayernugs GmbH Die Gesellschaft betreibt den Untergrundspeicher (ugs) Wolfersberg im Gemeindegebiet Oberpframmern[7]

## Geschäftsbereiche
Die Bayerngas GmbH betrieb bis 2012 ein ca. 1.300 km langes Erdgasleitung-Hochdruckleitungsnetz in Südbayern. Im Zuge des Unbundling der Bundesregierung und EU wurde dieses Gasleitungsnetz mit den dazugehörigen LWL Streckennetz an die bayernets abgegeben, die mehrheitlich im Besitz der Bayerngas ist.
Im Ortsteil Wolfersberg in der Gemeinde Oberpframmern ca. 20 km südöstlich von München wird über eine weitere Tochterfirma ein großer Erdgasspeicher betrieben.
Die Bayerngas ist seit 2013 zu 100 Prozent Besitzer an der kommunalen Erdgas-Beschaffungsplattform Novogate, welche 2014 in Bayerngas Vertrieb umfirmiert wurde.

## Erdgasfelder in Norwegen
Im März 2006 wurde die Bayerngas Norge AS in Oslo gegründet, die eigene Erdgasquellen in Norwegen erschließen soll. Das Tochterunternehmen ist an 28 Lizenzen mit sieben Erdgas- und Erdöl-Gebieten in Norwegen und Dänemark beteiligt.